# 斯旺頓 (內布拉斯加州)
斯旺頓（英語：Swanton）是位於美國內布拉斯加州薩林縣的村。

## 人口
根據2020年美國人口普查的數據，斯旺頓的面積為0.52平方千米，皆為陸地。當地共有人口75人，而人口密度為每平方千米144人。